# Holumnický potok
Holumnický potok je potok na severní Spiši, protékající územím okresu Kežmarok. Je to pravostranný přítok Popradu a má délku 15,5 km. Na dolním toku mezi obcí Holumnica a ústím meandruje.
Pramen: v Levočských vrších, v podcelku Levočská vysočina, na západních svazích Derežové (1 213,6 m n. m.) v nadmořské výšce kolem 1 010 m n. m.
Směr toku: po obec Ihľany západoseverozápadným směrem, odtud víceméně na sever
Geomorfologické celky: 1. Levočské vrchy, podsestavy Levočská vysočina a Levočská vrchovina, část Ľubické předhůří, 2. Podtatranská kotlina, podsestava Popradská kotlina
Přítoky: zprava Peklo, Kobylí potok, Ihla, Liščí potok, Kamenec, zleva potok od Kozího chrbátu.
Ústí: do Popradu na jižním okraji města Podolínec v nadmořské výšce přibližně 565 m n. m.
Obce: Ihľany, Jurské a Holumnica